# Масштабований інтерфейс користувача

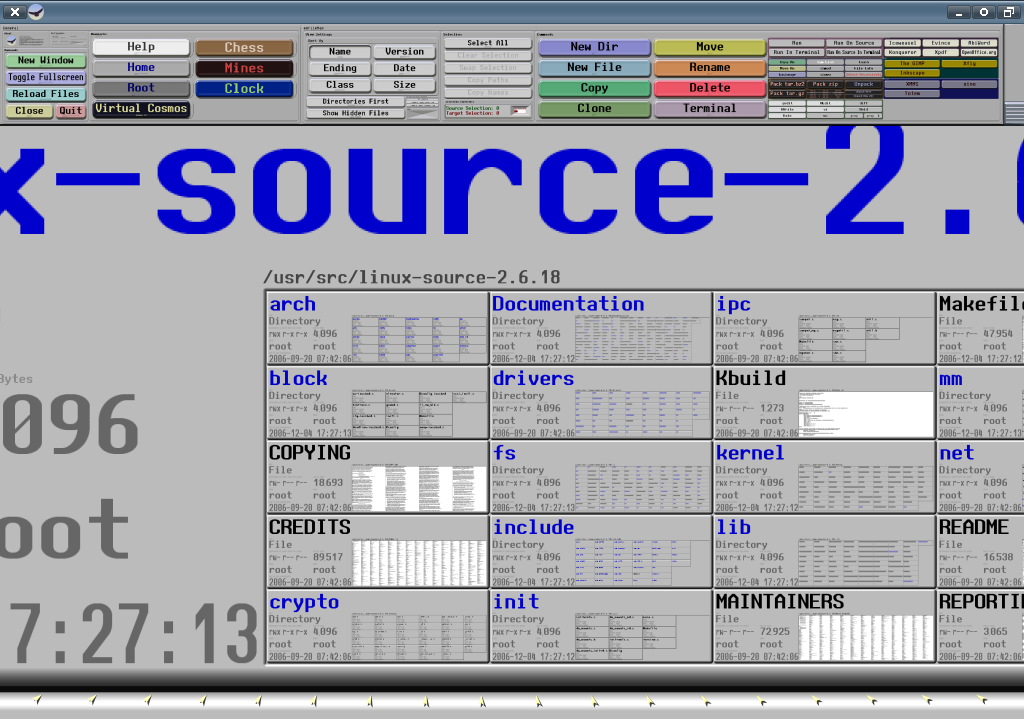
Перегляд сирцевого коду ядра Linux у середовищі Eagle Mode

Масштабований інтерфейс користувача (англ. Zooming User Interface або Zoomable User Interface, скор. ZUI)) — графічний інтерфейс користувача, де робочий простір являє собою велику або необмежену площину, на якій розташовані основні елементи, властивості і вміст яких стають доступними в міру їх «наближення» шляхом збільшення. Подальше наближення вмісту робить доступним більш глибокі рівні.
Таким чином, наприклад, маленька кнопка може мати на собі, крім основного напису або значка, ще й цілу інструкцію щодо застосування, яку може бути не видно при розмірі кнопки 1 сантиметр, але яку можна легко прочитати, якщо збільшити зображення кнопки.